# Castro (kommun i Chile, Región de Los Lagos, Provincia de Chiloé, lat -42,47, long -73,80)
Castro är en kommun i Chile.   Den ligger i provinsen Provincia de Chiloé och regionen Región de Los Lagos, i den södra delen av landet, 1 000 km söder om huvudstaden Santiago de Chile.